# Thomas S. Hines
Thomas Spight Hines (geboren am 28. Oktober 1936 in Oxford, Mississippi) ist ein amerikanischer Historiker, der besonders mit Arbeiten zur Architektur und Städteplanung der Moderne hervorgetreten ist.

## Laufbahn
Hines studierte an der University of Mississippi (B.A. 1958, M.A 1960) und promovierte 1971 mit einer Arbeit über Daniel Burnham an der University of Wisconsin zum Ph.D.; das daraus entstandene Buch Burnham of Chicago (1974) wurde 1976 mit dem John H. Dunning Prize der American Historical Association ausgezeichnet. Seit 1968 lehrt Hines an der University of California, Los Angeles, mal am Fachbereich für Geschichte, mal in der historischen Fakultät; an letzterer wurde er 1980 als ordentlicher Professor bestellt. 1994 wählte man ihn in die American Academy of Arts and Sciences. 2013 wurde er emeritiert.

## Schriften
- Burnham of Chicago: Architect and Planner. Oxford University Press, Oxford und New York 1974, ISBN 0-19-501836-2.
- Richard Neutra and the Search for Modern Architecture. Oxford University Press, Oxford und New York 1982; Reprint:  Rizzoli, New York 2006, ISBN 0-8478-2763-1.
- (Mit Franklin D. Israel): Franklin D. Israel: Buildings and Projects. Rizzoli Press, New York 1992, ISBN 0-8478-1539-0.
- William Faulkner and the Tangible Past: The Architecture of Yoknapatawpha. University of California Press, Berkeley 1997, ISBN 0-520-20293-7.
- Irving Gill and the Architecture of Reform. Monacelli Press, New York 2000, ISBN 1-58093-016-6.
- Architecture of the Sun: Los Angeles Modernism, 1900–1970. Rizzoli Press, New York 2010, ISBN 978-0-8478-3320-7.